# Papa Leon al X-lea
Papa Leon al X-lea (n. 11 decembrie 1475, Florența, Republica Florentină – d. 1 decembrie 1521, Roma, Statele Papale), născut cu numele de Giovanni di Lorenzo de' Medici, a fost capul Bisericii Catolice din 9 martie 1513 până la moartea sa în 1521. Cel de-al doilea fiu al lui Lorenzo de' Medici, conducătorul Republicii Florentine, acesta a fost ridicat la rangul de cardinal în anul 1489.
După moartea papei Iulius al II-lea, Giovanni a fost ales papă după asigurarea sprijinului membrilor mai tineri ai Colegiului Cardinalilor. În primul tur de scrutin, opt din cele 25 de voturi au fost întrunite de cardinalul Tamás Bakócz din Ardud.

## Cardinal
Giovanni di Lorenzo de' Medici s-a născut în Republica Florentină. De la o vârstă fragedă, el a fost destinat pentru o carieră ecleziastică.
Tatăl său a reușit să-l convingă pe Papa Inocențiu al VIII-lea să-l numească pe Giovanni cardinal al Bisericii Santa Maria in Domnica în data de 8 martie 1489, la vârsta de 13 ani, deși nu i s-a permis să poarte însemnele sau să ia parte la deliberările colegiului timp de trei ani. Între timp, Giovanni a primit o educație la curtea umanistă a tatălui său, de la oameni precum Angelo Poliziano, Pico della Mirandola, Marsilio Ficino și Bernardo Dovizio Bibbiena.
Din 1489 până în 1491 a studiat teologia și dreptul canonic la Universitatea din Pisa.
La 23 martie 1492 a fost admis în mod oficial în Colegiul Cardinalilor și și-a stabilit reședința la Roma. Moartea tatălui său l-a readus temporar în Florența.
În 1492 Giovanni a participat la conclavul care a urmat după moartea Papei Inocențiu al VIII-lea, unde s-a opus la alegerea Cardinalului Rodrigo Borgia (ales sub numele de Papa Alexandru al VI-lea). S-a reîntors în Florența unde a locuit cu fratele său Piero, în toată agitația făcută de Savonarola și în timpul invaziei lui Carol al VIII-lea, până când florentinii s-au revoltat și i-au expulzat în noiembrie 1494. În timp ce fratele său a găsit refugiu în Veneția și Urbino, Giovanni a călătorit în Germania, în Țările de Jos și în Franța.
În mai 1500 s-a reîntors la Roma, unde a fost primit cu cordialitate de către Papa Alexandru al VI-lea și unde a trăit următorii ani cufundat în artă și literatură.
În 1503 a susținut alegerea papei Iulius al II-lea. La data de 1 octombrie 1511 Giovanni a fost numit împuternicitul papei la Bologna și Romagna, iar atunci când Republica Florentină s-a declarat în favoarea schismaticilor, Iulius al II-lea l-a trimis împotriva orașului său natal, în fruntea unei armate.

## Papă
Giovanni a fost ales papă la 9 martie 1513. Absența cardinalilor francezi a redus efectiv alegerile dintre Giovanni (care a avut sprijinul membrilor mai tineri din colegiul cardinalilor) și Raffaele Riario (care a avut sprijinul grupului de vârsta sa). La 19 martie 1513, la vârsta de 37 de ani, a fost încoronat papă sub numele de Leon al X-lea.
Regele Ludovic al XII-lea al Franței, în alianță cu Veneția, era determinat să recâștige ducatul Milanului. După eforturi zadarnice de a menține pacea, papa Leon a aderat la 5 aprilie 1513 prin tratatul de la Mechelen la Liga din Cambrai, alături de împăratul Maximilian I, regele Ferdinand II de Aragon și regele Henric al VIII-lea al Angliei. Franța și Republica Venețiană au avut succes la început, însă au fost învinse în iunie în Bătălia de la Novara. Venețienii au continuat lupta până în octombrie. Al cincilea conciliu de la Lateran, care a fost redeschis de Leon în aprilie, a ratificat la 9 decembrie 1513 pacea cu Ludovic al XII-lea și a înregistrat oficial închiderea schismei din Pisa.
În timp ce conciliul a fost implicat în planificarea unei cruciade și în consolidarea clerului, o nouă criză a avut loc între papă și noul rege al Franței, Francisc I, un tânăr prinț entuziast, dominat de ambiția de a recupera Milano și Regatul Napoli. Leon a format o nouă ligă cu Împăratul Spaniei și ca să asigure sprijin din partea englezilor, l-a ridicat la rangul de cardinal pe Thomas Wolsey.
Francisc I a intrat în Italia în august 1515, iar la 14 septembrie a câștigat Bătălia de la Marignano. În octombrie, Leon a semnat un acord cu caracter obligatoriu de retragere a trupelor sale din Parma și Piacenza, cu condiția ca Franța să protejeze Roma și Florența. Regele Spaniei a scris ambasadorului său la Roma că Sanctitatea Sa a jucat un joc dublu și tot zelul de a îndepărta francezii de Italia a fost doar o diversiune. Acest reproș a fost confirmat atunci când Leon a ținut o conferință secretă cu Francisc la Bologna, în decembrie 1515. Subiectele aparent luate în considerare, au fost instaurarea păcii între Franța, Veneția și Sfântul Imperiu Roman, cu scopul de a forma o expediție împotriva Imperiului Otoman.
Cele trei obiective principale pentru Leon erau: pacea creștinătății, cruciada împotriva turcilor și reforma bisericii, care ar fi putut fi asigurată numai prin consens general în rândul puterilor europene.
Realizările sale cele mai importante au fost abolirea Pragmaticei Sancțiuni de la Bourges și încheierea Concordatului de la Bologna⁠(en)[traduceți], care a reglementat relațiile dintre Franța și Sfântul Scaun până la Revoluția Franceză.